# Ahmet Necdet Sezer
Ahmet Necdet Sezer (phát âm [ähmet̪ ned͡ʒd̪et̪ ˈsezæɾ]; sinh 13 tháng 9 năm 1941) là chính trị gia Thổ Nhĩ Kỳ giữ chức Tổng thống Thổ Nhĩ Kỳ thứ 9, tại nhiệm từ năm 2000 đến năm 2007. Trước đó ông là Chủ tịch Toà án Hiến pháp Thổ Nhĩ Kỳ từ năm 1998 đến năm 2000. Hội nghị Đại quốc dân Thổ Nhĩ Kỳ đã bầu Sezer làm Tổng thống năm 2000 sau nhiệm kỳ 7 năm của Süleyman Demirel kết thúc. Người kế nhiệm ông là Abdullah Gül vào năm 2007.